# Religión en Francia
La religión en Francia está autorizada por la Declaración de los Derechos del Hombre y del Ciudadano de 1789, en tanto que su "manifestación no perturbe el orden público" que es seguida por la Oficina Central de Cultos creada por la ley de separación de Las iglesias y el Estado del 9 de diciembre de 1905 convirtieron a Francia en un estado secular. Desde esta separación, la República Francesa ya no tiene ninguna religión de estado u oficial.
Según el eurobarómetro de 2005, el 43% de los ciudadanos franceses respondió que «ellos creen que hay un Dios», mientras que el 27% contestó que «ellos creen que hay algún tipo de espíritu o de fuerza» y el 30 % que «ellos no creen que haya ningún tipo de espíritu, Dios, o fuerza». Otro estudio da el 32 % de personas que se declara atea, y otro 32% que se declara «escéptico sobre la existencia de Dios, pero no un ateo». El estado francés no recopila datos sobre afiliación religiosa, aunque existen encuestas privadas que aportan una cifra aproximada, aunque no carente de polémicas por la divergencia de datos aportados por las distintas as agencias. 
En 2022 se estimaba que la repartición de los cultos entre la población es aproximadamente la siguiente:
- 48% de católicos
- 8% de musulmanes
- 4% de protestantes
- 2% de budistas
- 1% de cristianos ortodoxos
- 1% de judíos
- 1% de otras religiones
- 35% de no creyentes.

## Legislación
La República Francesa oficialmente se declara como un estado laico, secular y que tiene la libertad religiosa como un derecho constitucional. Algunas organizaciones como la Cienciología, la Iglesia de la Unificación o la Familia o Familia Internacional (ex Niños de Dios) tienen el estatuto de asociaciones sin ánimo de lucro ya que no son reconocidas como religiones, y son consideradas «sectas» en numerosos estudios parlamentarios. La oficina central de culto, dependiente del Ministerio del Interior, asegura las relaciones entre el Estado y las asociaciones religiosas establecidas.
La enseñanza del catecismo está permitida en las escuelas privadas, pero no en las escuelas públicas. Las escuelas privadas no pueden tener más del 20% de alumnos (80% para la escuelas educación pública). Los clérigos tienen el derecho de enseñar en la universidad (educación superior) pero no en las escuelas públicas primarias y secundarias.
A raíz de la revolución francesa de 1789, Francia fue históricamente el primer país del mundo en secularizarse, un hecho que fue acompañado con el aumento del desarrollo humano exponencial en ese país, sin embargo a lo largo del siglo XIX la Iglesia logró mantener su posición e influencia en la política y sociedad francesa. Aunque la Iglesia y el Estado se separaron formalmente hacia 1905, el secularismo francés avanzó muy lento a comparación de casi todo el resto del mundo, donde la revolución industrial empezaba a influenciar progresivamente especialmente en varios países desarrollados más la explosión del Comunismo de Estado. 
Hoy día, Francia es reconocida como uno de los países menos religiosos del mundo, ya que aunque la influencia secular sufrió un retroceso muy importante, Francia no fue la excepción de la definitiva caída religiosa que vivieron los países europeos a partir de la segunda mitad del siglo XX, sin embargo la fe católica ha logrado ser resistente manteniéndose hoy en día como la religión más importante del país, profesada aún por casi la mitad de la población, también es de notar el importante aumento de musulmanes, evangélicos y judíos en la sociedad francesa especialmente por el incremento de las comunidades inmigrantes.      

## Grupos religiosos
Según una encuesta de 2007 hecha por las Noticias Católicas Mundiales, en su población están representadas las principales confesiones religiosas, pero el catolicismo está en receso: católicos 52 % (frente al 80 % de 15 años antes), ateos 30 % (frente al 23 % en la misma encuesta hecha 15 años antes), musulmana 6 %, protestante 6 %, judía 1,5 %, budista 1 %, ortodoxa 2 %, otras 1 %. En otra encuesta realizada por IFOP y publicada en la revista católica La Vie, los católicos representan el 64 %, la proporción de ateos es igual al 27 %, el 3 % se identifica como musulmán, el 2,1 % se identifica como protestante y el 0,6 % se identifica como judío.
Nótese que algunas fuentes pueden utilizar diferentes metodologías.
| Religious group            | Population % 1986 | Population % 1987 | Population % 1994 | Population % 2001 | Population % 2004 | Population % 2006 | Population % 2010 | Population % 2012 | Population % 2016 | Población 2017 | Población % 2019 |
| -------------------------- | ----------------- | ----------------- | ----------------- | ----------------- | ----------------- | ----------------- | ----------------- | ----------------- | ----------------- | -------------- | ---------------- |
| Cristianos                 | 82%               | 76%               | 69%               | 71%               | 66.2%             | 66.1%             | 67%               | 59%               | 51.1%             | -              |                  |
| –Iglesia Catolica          | 81%               | 75%               | 67%               | 69%               | 64.3%             | 64.0%             | 64%               | 56%               | -                 | 57,5%          | 48%              |
| –Protestantismo            | 1%                | 1%                | 2%                | 2%                | 1.9%              | 2.1%              | 3%                | 3%                | -                 | 3%             | 3%               |
| - Otro Cristiano           | -                 | -                 | -                 | -                 | -                 | -                 | -                 | -                 | -                 |                |                  |
| Islam                      | -                 | -                 | -                 | -                 | 4.3%              | 3.0%              | -                 | -                 | 5.6%              |                | 3%               |
| Judaísmo                   | -                 | -                 | -                 | -                 | 0.6%              | 0.6%              | -                 | -                 | 0.8%              |                | 1%               |
| Otras                      | 2.5%              | 3%                | 8%                | 6%                | 1.9%              | 2.3%              | 5%                | 8%                | 2.5%              | 3,5%           | 3%               |
| NR                         |                   |                   |                   |                   |                   |                   |                   |                   |                   | 1%             |                  |
| No creyentes/ Sin Religión | 15.5%             | 21%               | 23%               | 23%               | 27.0%             | 27.6%             | 28%               | 32%               | 39.6%             | 35%            | 34%              |

### Católicos

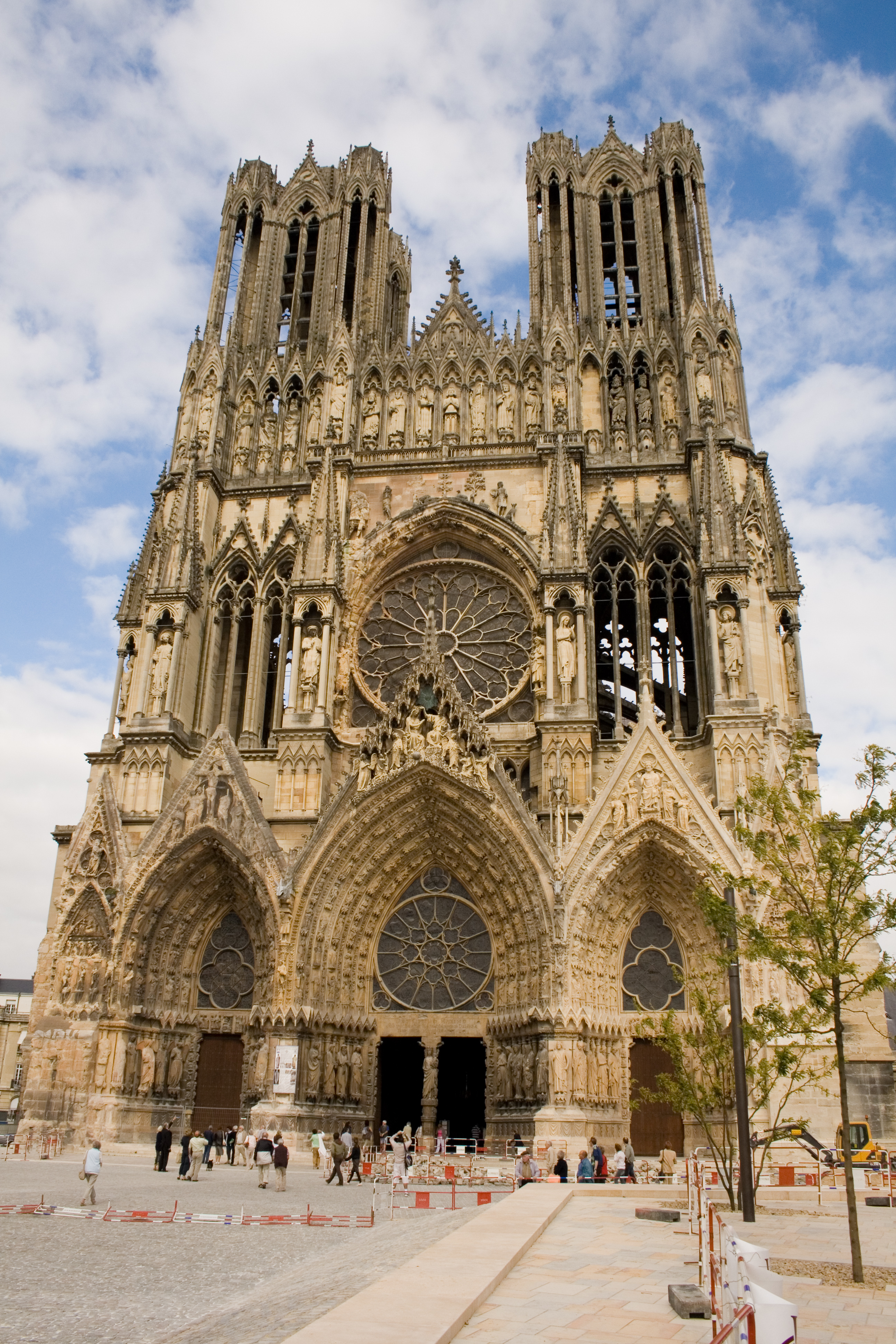
Catedral de Reims, lugar de coronación de los Reyes de Francia hasta 1825.

La religión mayoritaria es la católica. Hay más de 45.000 iglesias católicas en Francia. La Ley francesa de separación de la Iglesia y el Estado de 1905 se ve excepcionada en algunos puntos debido a la reanudación de la relación concordataria con la Iglesia católica en 2008 con la firma del Acuerdo sobre reconocimientos de grados y diplomas de enseñanza superior de 18 de diciembre de 2008, con entrada en vigor el 1 de enero de 2009, y que ha supuesto el reconocimiento oficial de la enseñanza religiosa. Hay que tener en cuenta que estos acuerdos, con valor de tratado internacional, desplazan en lo que sea incompatible la legislación interna, en virtud de la primacía del Derecho Internacional. No supone, por tanto, una derogación de la ley, pero sí que no será de aplicación a la Iglesia católica en lo que respecta a los aspectos del acuerdo.

### Otros grupos
La comunidad de judíos en Francia se cuenta aproximadamente en 600 000 según el Congreso Mundial Judío y es el grupo más grande de esta religión en Europa. Las estimaciones del número de musulmanes varían mucho. Según el censo de 1999 había solo 3,7 millones de personas (el 6,3 % de la población total). En 2003, el Ministerio de los Asuntos Interiores estimó el número total entre 5 y 6 millones (8 millones según el Frente Nacional).